# Joan Oliva
Joan Oliva i Milà (San Pedro de Ribas, 1858 - Villanueva y Geltrú, 1911) fue un bibliotecario que contribuyó a dar esplendor a la vida cultura vilanovina y, por extensión, catalana, de final del siglo XIX y principios del XX. 

## Biografía
Con 12 años entró a trabajar en la Imprenta del Diario, que regentaba su tío José Antonio Milá, y de donde salía el Diario de Villanueva y Geltrú. Estudió en París y Londres entre 1880 y 1882. Es recordado por su trabajo como bibliotecario en la BIblioteca Museo Victor Balaguer, fundada por Victor Balaguer, en la cual desde el inicio fue fiel ejecutor de la voluntad del político y poeta. Pero también, y de manera destacada, Joan Oliva merece atención por su actividad de impresor desarrollada en su establecimiento tipográfico, Oliva de Vilanova, desde el cual, ayudado por sus hijos Victor y Demetri, elaboró libros, revistas y otros trabajos gráficos de grandísima calidad, gracias a los cuales el nombre de Villanueva y Geltrú fue conocido. Además de esto, también fue escritor y profesor de Lengua.

## Publicaciones
- "Senzill ensaig de classificació dels carácters tipográfichs". En Revista Gráfica, 1900
- Breu compendi d'història de Catalunya. Oliva, impressor, 1901

## Galería

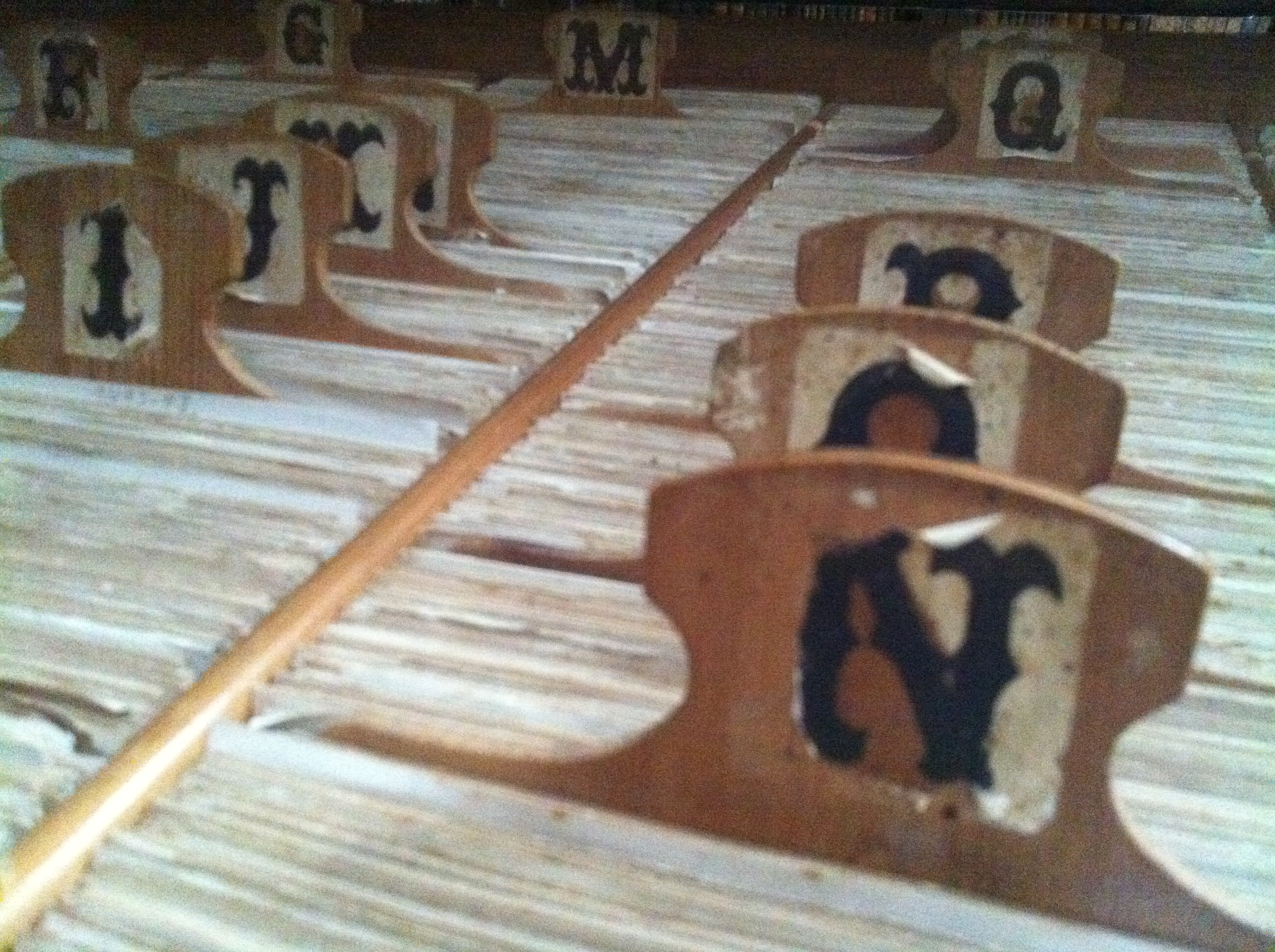
Catálogo de Joan Oliva
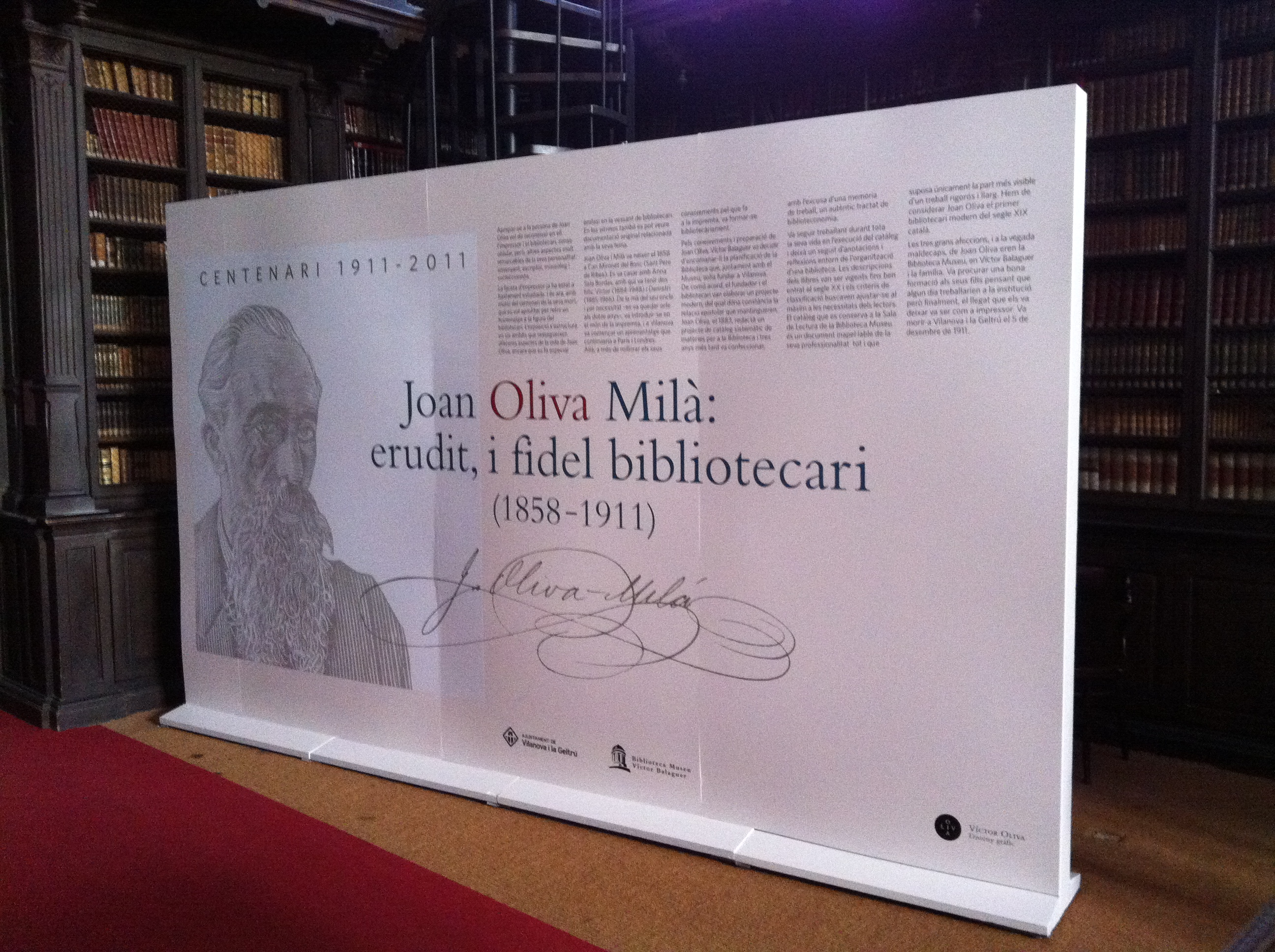
Exposición de Joan Oliva en la Biblioteca Museo Víctor Balaguer
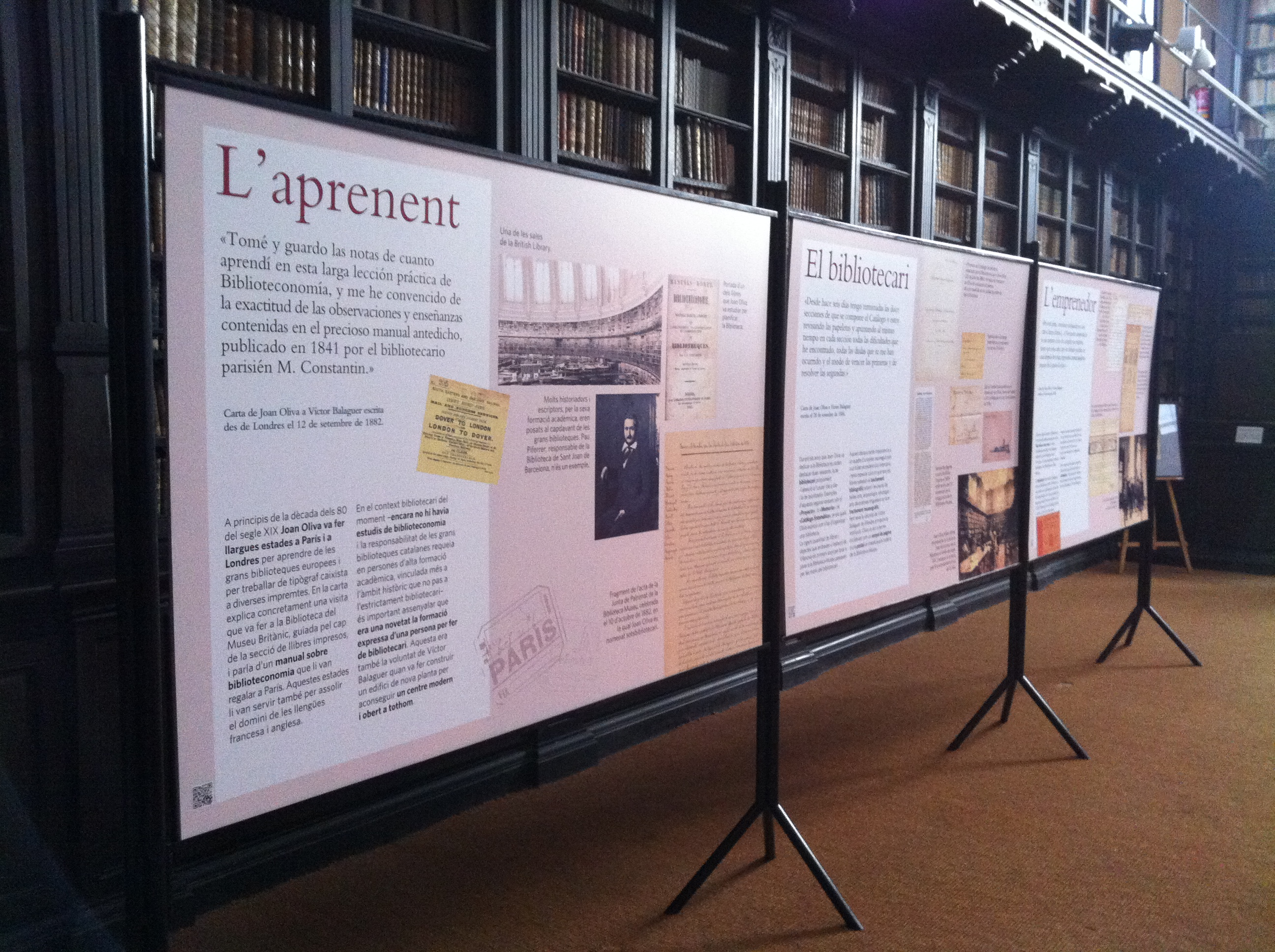
Exposición de Joan Oliva en la Biblioteca Museo Víctor Balaguer
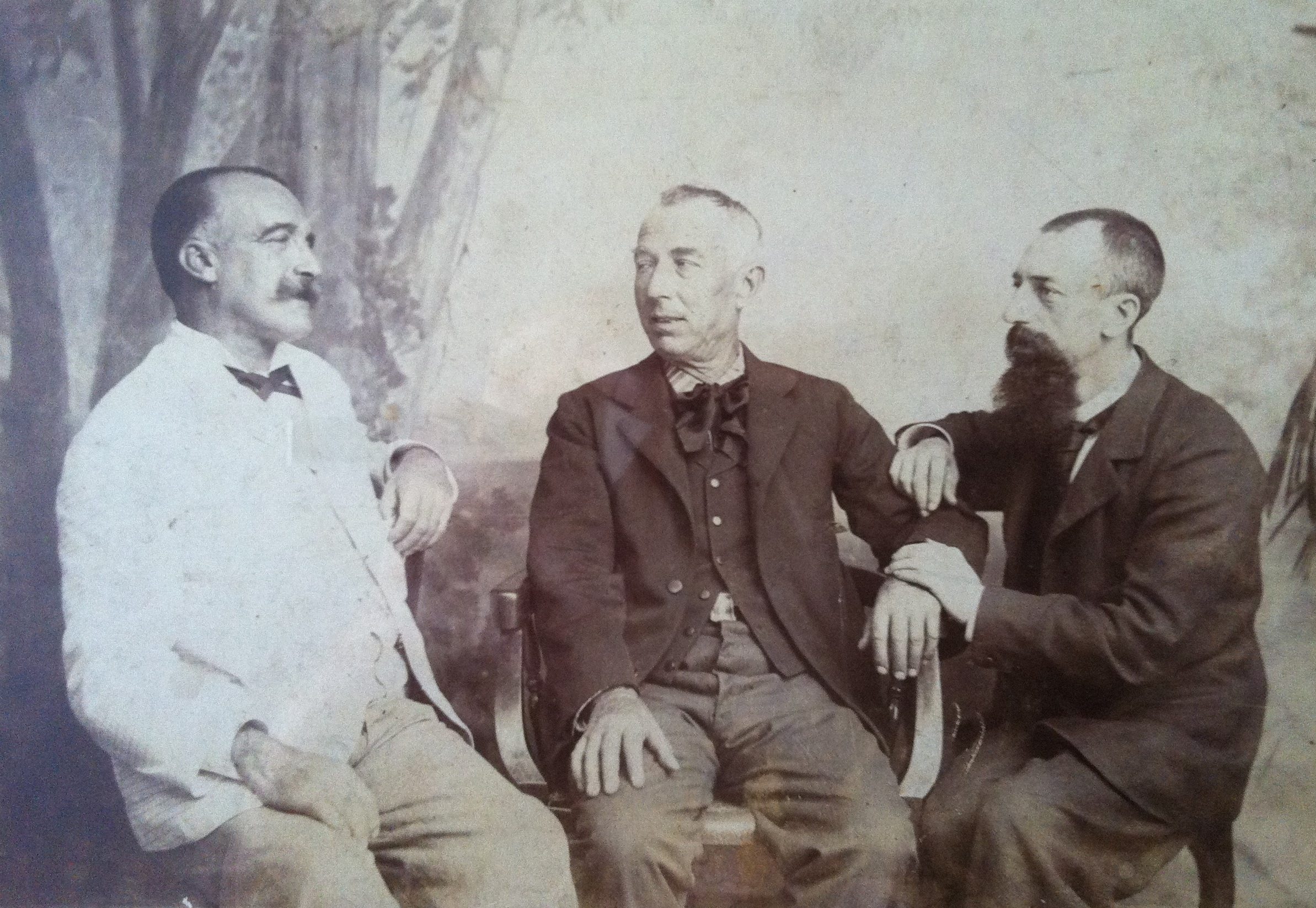
Joan Oliva en grupo